# コダワリ・ビジネス・コンサルティング
コダワリ・ビジネス・コンサルティング株式会社は、東京都中央区銀座に本社を置く、IT・DX・経営領域を専門とする日本のコンサルティングファームである。

## 概要
- 「GNH（Gross National Happiness）の量産にこだわる」を経営理念とする[2]。
- 社名には自分なりの「こだわり」を大切にしようという意味が込められている[3]。
- イメージキャラクターには、カモノハシに似た鳥のようなキャラクターが採用されており、マネージャーのマクガイア、コンサルタントのケニー、パートナーのエリザベス、アナリストのポプランの4種類がいる[4]。

## 沿革
- 2009年3月、コダワリ・ビジネス・コンサルティング株式会社設立。
- 2012年12月、教育事業設立。翌年3月教育事業開始。
- 2014年1月、協業パートナー向けサービス「PMO案件.jp」をリリース。
- 2017年2月、協業パートナー向けサービス「ITコンサル案件.jp」をリリース。
- 2017年12月、コンサルファームやコンサル業界に特化した情報サイト「コンサルのあんなこと、こんなこと」をリリース。
- 2019年12月、協業パートナー向けサービス「ConsulPartners」をリリース。
- 2022年6月23日、コンサルのための副業案件紹介サービス「Consul Partners for 副業」をリリース[5]。
- 2022年10月、企業の持続的な成長を支援するBUSINESS-ALLIANCE株式会社に出資。
- 2023年2月、SNSのノウハウカンパニーとして企業とクリエイターを支援する株式会社on the bakeryに出資。
- 2024年4月、福利厚生・新規事業としてパーソナルジムを開業。[6]

## 事業内容
- コンサルティング全般（経営・戦略・業務・組織人事・IT）
- 人材紹介事業
- インキュベーション＆グロース事業

## 関連書籍
- 『コンサルティング業界のしくみとビジネスがこれ1冊でしっかりわかる教科書 』技術評論社、2022年4月30日、コダワリ・ビジネス・コンサルティング株式会社